# باشگاه فوتبال ام‌وی‌وی ماستریخت
باشگاه فوتبال ام‌وی‌وی ماستریخت  (به هلندی: MVV Maastricht) باشگاه فوتبال هلندی است که در شهر ماستریخت قرار دارد و در لیگ دسته اول فوتبال هلند بازی میکند.
این باشگاه در تاریخ ۲ آوریل ۱۹۰۲ تأسیس شده است.

## افتخارات
- لیگ دسته اول فوتبال هلند
  - قهرمانی (۲): ۱۹۸۴، ۱۹۹۷
- جام اینترتوتو
  - قهرمانی (۱): ۱۹۷۰